# Sacco van der Made
Gerard Johannes van der Made (Rotterdam, 4 aprile 1918 – Rotterdam, 21 dicembre 1997) è stato un attore e doppiatore olandese.

## Filmografia
- Hunted in Holland - serie TV (1961)
- De Overval - regia di Paul Rotha (1962)
- Als twee druppels water - regia di Fons Rademakers (1963)
- Gli strani amori di quelle signore (Wat zien ik!?) - regia di Paul Verhoeven (1971)
- Il dottor Pulder coltiva papaveri (Dokter Pulder zaait papavers) - regia di Bert Haanstra (1975)
- Pastorale 1943 - regia di Wim Verstappen (1978)
- Pinkeltje - regia di Harrie Geelen (1978)
- Grijpstra & De Gier - regia di Wim Verstappen (1979)
- Honneponnetje - regia di Ruud van Hemert (1988)

### Doppiaggio
- Paperon de' Paperoni in DuckTales - Avventure di paperi

## Riconoscimenti
- Premio Arlecchino (1969)